# Наррагансетт (затока)
Наррагансетт (англ. Narragansett Bay) — затока Атлантичного океану в штаті Род-Айленд. Кілька бухт на схід належать до узбережжя Массачусетсу.
Затока — північна частина протоки Род-Айленд, його площа близько 380 км². У затоку впадає безліч річок, а в естуарії розташовується невеликий архіпелаг, найбільші острови якого (Род-Айленд, Конанікут, Пруденс) населені. У Наррагансетт є велика кількість природних зручних гаваней. Протоки в затоці вузькі; багато островів з'єднані мостами.
Першим із європейців затоку відвідав у 1524 році Джованні Верраццано. Саме на берегах цієї затоки була заснована колонія, яка пізніше стала найменшим штатом США.
Припливи в затоці досить сильні, під час їх обриси берегів і островів змінюються, проте, острови захищають затоку від штормів.
За однією з версій, саме на берегах Наррагансетту розташовувався легендарний Вінланд (найпівденніший варіант для гаданого місцерозташування).